# Statue d'Alexandre III à Yalta
La statue d'Alexandre III (Памятник Александру III в Ялте) est un monument érigé  à Yalta en Crimée en l'honneur de l'empereur Alexandre III. Il a été inauguré en 2017 dans le parc du palais de Livadia. 

## Contexte
À la suite de l'annexion de la Crimée par la Russie en 2014, dans un effort de revalorisation de l'Histoire russe et de consolider l'identité nationale, les autorités choisissent d'édifier une statue en l'honneur du dernier empereur de Russie mort sur le trône, grande figure de la déchue famille Romanov. 

## Description

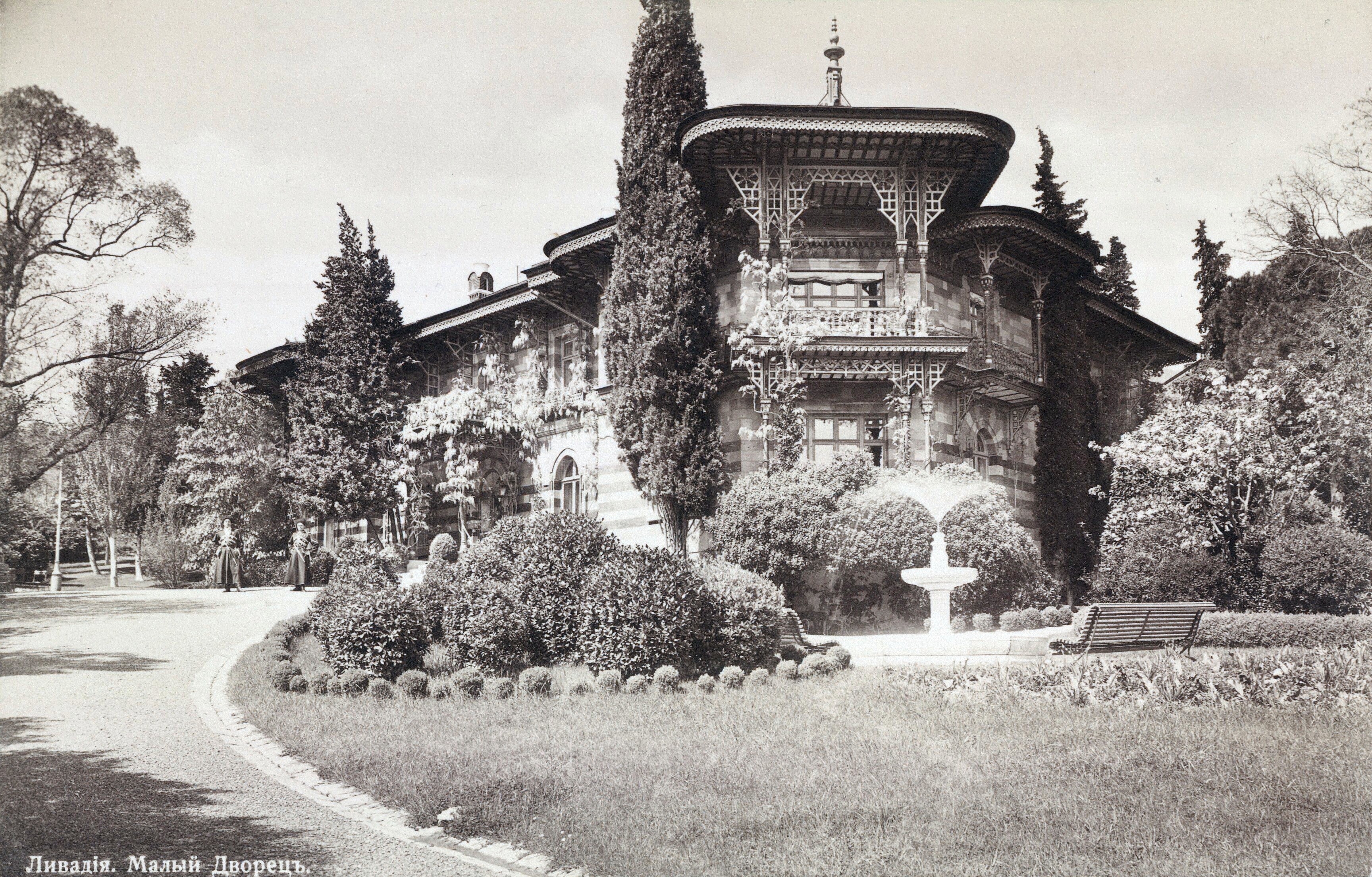
Le petit palais de Livadia.

Cette sculpture de bronze d'Alexandre III d'une hauteur de presque 4 mètres le représente assis sur une souche d'arbre s'appuyant sur sa chachka. Il adopte une position pleine d'assurance, le regard acéré au loin. La statue repose sur un piédestal de marbre sur lequel on peut lire cette déclaration de l'empereur : «La Russie n'a que deux alliés: son armée et sa flotte». Derrière la statue, se trouve une stèle en relief représentant le musée historique d'État, la cathédrale du Christ-Sauveur de Moscou, la galerie Tretiakov, le chemin de fer transsibérien, un fusil Mossine-Nagant, un avion de Mojaïski et autres motifs associés au règne d'Alexandre III. La stèle est surmontée d'une sculpture d'aigle bicéphale. 
L'auteur de cette composition est l'artiste du peuple de Russie, Andreï Kovaltchouk. Le monument a été réalisé dans une usine de l'Oural et offert par l'union des artistes de Russie. Il prend place devant le petit palais de Livadia (devenu musée depuis 1993), où l'empereur fit de fréquents séjours et où il mourut en 1894 (et détruit lors de la Seconde Guerre mondiale). Non loin, se trouve le groupe sculpté représentant Staline, Roosevelt et Churchill à la conférence de Yalta. 
Selon Kovaltchouk, Alexandre III symbolise un État russe fort et réunissant toutes les conditions pour prospérer. 
Le monument est inauguré le 18 novembre 2017 en présence du président Vladimir Poutine.

### Filmographie
- Inauguration de la statue, Крыминформ sur youtube.com